# Sintea Mare
Sintea Mare – wieś w Rumunii, w okręgu Arad, w gminie Sintea Mare. W 2011 roku liczyła 1260 mieszkańców. 